# Barbrook
Barbrook är en ort i Storbritannien.   Den ligger i grevskapet Devon och riksdelen England, i den södra delen av landet, 260 km väster om huvudstaden London. Barbrook ligger 198 meter över havet och antalet invånare är 200.
Terrängen runt Barbrook är varierad. Havet är nära Barbrook norrut. Runt Barbrook är det ganska glesbefolkat, med 48 invånare per kvadratkilometer. Närmaste större samhälle är Ilfracombe, 18,9 km väster om Barbrook. Trakten runt Barbrook består i huvudsak av gräsmarker.